# スファクス (防護巡洋艦)
|          | |
| 艦歴     | |
| 発注     | トゥーロン造船所 |
| 起工     | 1882年3月 |
| 進水     | 1884年5月 |
| 就役     | 1887年6月 |
| 退役     | |
| その後   | |
| 除籍     | 1906年 |
| 前級     | ミラン |
| 次級     | タージュ |
| 性能諸元 | |
| 排水量   | 常備：4,561トン |
| 全長     | 95.95m |
| 水線長   | 91.57m |
| 全幅     | 15.04m |
| 吃水     | 7.67m |
| 機関     | 形式不明石炭専焼円缶12基 +横置き型レシプロ機関2基2軸推進 |
| 最大出力 | 12,500hp |
| 最大速力 | 16.7ノット |
| 航続距離 | -ノット/-海里（石炭：980トン） |
| 乗員     | 486名 |
| 兵装     | Model 1891 16cm（30口径）単装砲6基 Model 1893 14cm（30口径）単装砲10基 オチキス 4.7cm（43口径）単装機砲2基 オチキス 3.7cm（23口径）五連装機砲10基 35.6cm水上魚雷発射管単装5基 |
| 装甲     | 甲板：60mm（水平部） 司令塔：25mm（最厚部） |

スファクス (protected Croiseur Sfax) はフランス海軍の防護巡洋艦。同型艦はない。

## 概要
本艦はフランス海軍初の防護巡洋艦としてエミール・ベルタンにより設計された。本艦は浮力確保のために水面下に突出した艦首・艦尾形状や水面上から上方に向けて強く引き絞られたタンブル・ホーム型船体が外観上の特徴となった。

## 艦形
船体形状は当時、フランス海軍が主力艦から軽艦艇に至るまで主に導入していたタンブル・ホーム型船体である。これは、水線部から上の構造を複雑な曲線を用いて引き絞り、船体重量を軽減できる船体方式で、他国では帝政ロシア海軍やドイツ海軍、アメリカ海軍の前弩級戦艦や巡洋艦にも採用された。外見上の特徴として水線下部の艦首・艦尾は著しく突出し、かつ舷側甲板よりも水線部装甲の部分が突出すると言った特徴的な形状をしている。このため、水線下から甲板に上るに従って船体は引き絞られ甲板面積は小さくなっている。これは、備砲の射界を船体で狭められずに広い射界を得られることや、当時の装甲配置方式では船体の前後に満遍なく装甲を貼る「全体防御方式」のために船体が短くなればその分だけ装甲を貼る面積が減り、船体の軽量化が出来るという目的に採られた手法である。
水線下に衝角を持つ艦首から艦首甲板上に主砲の16cmライフル砲を単装砲架で並列に2基、見張り所を持つ単脚式の前部マストが建つ。その後ろに司令塔を下部に組み込み、両脇に船橋（ブリッジ）を持つ艦橋が建つ。船体中央部に2本煙突が建つ。その周囲は煙管型の通風筒が立ち並び、その周囲は艦載艇置き場となっており、それらは2本1組のボート・ダビッドが片舷3組ずつ計6組で運用された。舷側に張り出す形で砲郭（ケースメイト）が片舷3か所に設けられ、2番から8番まで配置された。副武装の14cm砲は甲板上に片舷5基ずつ計10基が配置した。

## 参考図書
- 「Conway All The World's Fightingships 1860-1905」（Conway）
- 「Conway All The World's Fightingships 1906-1922」（Conway）
- 「世界の艦船 増刊第50集 フランス巡洋艦史」（海人社）